# Put It Down
Put It Down is een single van de Amerikaanse zangeres Brandy, uitgebracht op 4 mei 2012. In het nummer is ook zanger Chris Brown te horen. De single is afkomstig van Brandy's zesde album Two Eleven en is geschreven door Sean Garrett, Shondrae "Bangladesh" Crawford en Dwayne "Dem Jointz" Abernathy. In grote lijnen gaat het over Brandy die haar toekomstige vriendje complimenteert voor zijn swag. Er is ook een remix uitgebracht met daarop Brandy en de rappers Tyga en 2 Chainz.

## Tracklist

### Single
1. Put It Down (Single) — 4:08

### Remix
1. Put It Down (Remix) ft. 2 Chainz & Tyga — 3:55